# NGC 458
NGC 458 è un ammasso aperto situato nella costellazione del Tucano. Fu scoperto il 6 settembre 1826 da James Dunlop. È stato osservato anche da John Herschel e DeLisle Stewart. John Dreyer lo ha descritto con "un centro piuttosto debole, grande, rotondo, molto gradualmente più luminoso". È stato anche notato nel secondo Index Catalogue che si trattava "probabilmente di un ammasso, estremamente piccolo, vicino, senza nebulosità visto da D.S. (DeLisle Stewart)."